# Décret sur l'administration révolutionnaire française des pays conquis
Le décret sur l'administration révolutionnaire française des pays conquis est voté le 15 décembre 1792 par la Convention nationale, dans l'euphorie des succès militaires remportés par la République française contre la Première Coalition.
Un peu moins d'un mois après avoir promis, le 19 novembre 1792, « fraternité et secours » aux peuples qui voudraient recouvrer la liberté, la Convention vote, à la demande Pierre-Joseph Cambon, ce texte qui constitue la charte de l'expansionnisme révolutionnaire.

## Contenu du décret
Abolition des privilèges, des droits féodaux, des dîmes et des anciens impôts remplacés par des taxes sur les riches ; séquestre des biens des princes, du clergé et des ennemis de la République, qui serviront de gage à l'assignat français dont le cours est imposé aux populations ; élections de nouvelles administrations par des assemblées primaires (ce qui introduit la souveraineté populaire) où ne sont admis que les citoyens ayant prêté serment à la liberté (ce qui vide le principe de son contenu) ; envoi massif de commissaires nationaux du Conseil exécutif, de députés de la Convention chargés de fraterniser avec le peuple et d'imposer le nouveau régime, le "gouvernement libre et populaire".
Le tout est placé sous l'égide des principes de liberté et d'égalité que les peuples doivent accepter pour leur bonheur s'ils ne veulent pas être traités en ennemis de la République qui leur fera, en cas de refus, une guerre à outrance.
Cette logique toute girondine de la croisade révolutionnaire, de l'exportation de la liberté par la force, a reçu l'aval de la Plaine (ou le Marais), de la Montagne (Révolution française), de Georges Jacques Danton lui-même, qui avait réclamé l'annexion de la Savoie un mois avant que celle-ci ne fût décrétée (28 octobre 1792-27 novembre 1792).